# Lars Magnus Kinnander (1794–1868)
Lars Magnus Kinnander, född 11 december 1794 i Svanshals socken, Östergötlands län, död 1868, var en svensk präst i Svanshals församling och kontraktsprost i Lysings kontrakt.

## Biografi
Lars Magnus Kinnander föddes 11 december 1794 i Svanshals socken. Han var son till kyrkoherden Lars Magnus Kinnander och Catharina Charlotta Calén. Kinnander blev 1812 student vid Uppsala universitet, Uppsala och tog magistern 1821. Han var mellan 1821 och 1829 vice rektor i Vadstena och blev kollega vid skolan 23 november 1825. Kinnander orerade i Vadstena vid jubelfesten 1830. Han prästvigdes 22 oktober 1831 och var mellan 1832 och 1833 vice rektor i Vadstena. Kinnander blev 1833 kyrkoherde i Svanshals församling, Svanshals pastorat och 1848 prost.

### Familj
Kinnander gifte sig med Carolina Ohrling. Hon var dotter till prosten Carl Peter Ohrling och Margareta Carolina Cronhamn i Väderstads socken.